# Sistemas de execução de manufatura
Os sistemas de execução de manufatura (MES) são sistemas computadorizados usados na fabricação para rastrear e documentar a transformação de matérias-primas em produtos acabados. O MES fornece informações que ajudam os gestores de fabricação a entender como estão as condições atuais no chão de fábrica e como podem ser otimizadas para melhorar a produção. O MES funciona como um sistema de monitoramento em tempo real para permitir o controle de múltiplos elementos do processo produtivo (por exemplo, insumos, pessoal, máquinas e serviços de suporte).
O MES pode operar em várias áreas processuais, por exemplo: monitoramento das definições do ciclo de vida útil do produto, programação de recursos, execução e expedição de pedidos, análise de produção e gerenciamento de tempo de ociosidade para eficácia geral do equipamento (OEE), qualidade do produto ou rastreabilidade de produção. O MES cria o registro puro, coletando os dados, processos e resultados do produção da fabricação. Isso pode ser especialmente importante em indústrias regulamentadas e auditadas, como alimentícia e farmacêutica, onde pode ser necessária a documentação e comprovação de processos, eventos, reportes e ações.
A ideia do MES pode ser vista como uma etapa intermediária entre, por um lado, um sistema de planejamento de recursos empresariais (ERP) e um sistema de controle de supervisão e aquisição de dados (SCADA) ou de controle de processo, por outro; embora historicamente, os limites exatos tenham flutuado. Grupos da indústria como a MESA International - Manufacturing Enterprise Solutions Association - foram criados no início da década de 1990 para lidar com a complexidade e aconselhar na execução de sistemas MES.

## Benefícios
"Manufacturing Execution Systems [ajuda] a criar processos de fabricação com menos falhas e fornecer feedback em tempo real das alterações nas requisições", e fornecer informações em uma única fonte. Outros benefícios de uma implementação MES bem-sucedida podem incluir:
1. Redução de desperdício, retrabalho, rejeito e sucata, incluindo tempos de Setup mais rápidos
2. Coleta mais precisa de informações de custo (por exemplo, mão de obra, sucata, tempo de ociosidade e ferramentas)
3. Maior tempo de produção
4. Incorporar atividades de fluxo de trabalho sem papel
5. Rastreabilidade das operações de fabricação
6. Diminui o tempo de ociosidade e fácil detecção de falhas
7. Inventário reduzido, através da erradicação do inventário just-in-case[4]

## MES
Uma grande variedade de sistemas de produção surgiu usando dados coletados para uma finalidade específica. O desenvolvimento adicional desses sistemas durante a década de 1990 introduziu sobreposição de funcionalidade. Em seguida, a Manufacturing Enterprise Solutions Association International (MESA) introduziu alguma estrutura definindo 11 funções que definem o escopo do MES. Em 2000, a norma ANSI/ISA-95 fundiu este modelo com o Purdue Reference Model (PRM).
Uma hierarquia funcional foi definida na qual os MES estavam situados no nível 3 entre o ERP no nível 4 e o controle de processos nos níveis 0, 1, 2. Com a publicação da terceira parte da norma em 2005, as atividades no nível 3 foram divididas em quatro operações principais: Produção, Qualidade, Logística e manutenção.
Entre 2005 e 2013, partes adicionais ou revisadas do padrão ANSI/ISA-95 definiram a arquitetura de um MES com mais detalhes, abrangendo como distribuir internamente a funcionalidade e quais informações trocar interna e externamente. 

## Requisitos
Ao longo dos anos, padrões e modelos internacionais refinaram o escopo de tais sistemas em termos de requisitos. Estes requisitos incluem:
- Gestão de produtos. Isso pode incluir armazenamento, controle de versão e troca com outros sistemas de dados mestre, como regras de produção de produtos, lista de materiais, lista de recursos, pontos de ajuste de processo e dados de receita, todos focados em definir como produzir o produto. O gerenciamento de produtos pode fazer parte do gerenciamento do ciclo de vida útil do produto.
- Gestão de recursos. Isso pode incluir registro, troca e análise de informações de recursos, como máquinas e operadores, visando preparar e executar ordens de produção com recursos de capacidade e disponibilidade adequadas.
- Agendamento (processos de produção). Essas atividades determinam o cronograma de produção com um agrupamento de ordens de serviço para atender aos requisitos de produção, normalmente recebidos do planejamento de recursos empresariais (ERP) ou sistemas avançados especializados de planejamento e programação, fazendo uso otimizado dos recursos locais.
- Envio de ordens de produção. Dependendo do tipo de processo de produção, isso pode incluir distribuição adicional de lotes, execuções e ordens de serviço, emissão para centros de trabalho e ajuste a condições imprevistas.
- Execução de ordens de produção. Embora a execução real seja feita por sistemas de controle de processos, um MES pode realizar verificações nos recursos e informar outros sistemas sobre o andamento da fabricação.
- Coleta de dados de produção. Isso inclui coleta, armazenamento e troca de dados de processo, status de equipamentos, informações de lote de materiais e registros de produção em um histórico de dados ou banco de dados relacional.
- Análise de desempenho da produção. Crie informações úteis a partir dos dados brutos coletados sobre o status atual da produção, como visões gerais de trabalho em andamento (WIP) e o desempenho da produção do período anterior, como a eficácia geral do equipamento ou qualquer outro indicador de desempenho.
- Rastreamento e rastreabilidade de produção. Registro e recuperação de informações relacionadas para apresentar um histórico completo de lotes, pedidos ou equipamentos (particularmente importantes em produções relacionadas à saúde, por exemplo, farmacêuticas).

## Relação com outros sistemas
O MES integra-se ao ISA-95 (modelo de referência Purdue anterior, “95”) com vários relacionamentos.

### Relacionamento com outros sistemas de Nível 3
O conjunto de sistemas que atuam no ISA-95 Nível 3 pode ser chamado de sistemas de gerenciamento de operações de manufatura (MOMS). Além de um MES, normalmente existem sistemas de gerenciamento de informações de laboratório (LIMS), sistema de gerenciamento de armazém (WMS) e sistema informatizado de gerenciamento de manutenção (CMMS). Do ponto de vista do MES, os fluxos de informação possíveis são:
- Para o LIMS: solicitações de teste de qualidade, lotes de amostras, dados estatísticos do processo
- Do LIMS: resultados de testes de qualidade, certificados de produtos, progresso dos testes
- Para WMS: solicitações de recursos materiais, definições de materiais, entregas de produtos
- Do WMS: disponibilidade de materiais, lotes de materiais em etapas, remessas de produtos
- Para CMMS: dados de funcionamento de equipamentos, atribuições de equipamentos, solicitações de manutenção
- Do CMMS: progresso da manutenção, recursos do equipamento, cronograma de manutenção

### Relacionamento com sistemas de Nível 4
Exemplos de sistemas que atuam no ISA-95 Nível 4 são gerenciamento do ciclo de vida do produto (PLM), planejamento de recursos empresariais (ERP), gerenciamento de relacionamento com o cliente (CRM), gerenciamento de recursos humanos (HRM) e sistema de execução de desenvolvimento de processos (PDES). Do ponto de vista do MES, os fluxos de informações possíveis são:
- Para o PLM: resultados do teste de produção
- Do PLM: definições de produtos, lista de operações (roteiros), instruções de trabalho eletrônicas, configurações de equipamentos
- Para ERP: resultados de desempenho de produção, material produzido e consumido
- Do ERP: planejamento da produção, requisitos do pedido
- Para CRM: rastreamento de produtos e informações de rastreamento
- Do CRM: reclamações de produtos
- Para HRM: desempenho de pessoal
- De HRM: habilidades de pessoal, disponibilidade de pessoal
- Para o PDES: testes de produção e resultados de execução
- Do PDES: definições de fluxo de fabricação, definições de projeto de experimentos (DoE)

Em muitos casos, sistemas de integração de aplicativos corporativos de middleware (EAI) estão sendo usados para trocar mensagens de transação entre sistemas MES e de Nível 4. Uma definição de dados comum, B2MML, foi definida dentro do padrão ISA-95 para vincular sistemas MES a esses sistemas de Nível 4.

### Relação com os sistemas de Nível 0, 1, 2
Os sistemas que atuam no ISA-95 Nível 2 são controle supervisório e aquisição de dados (SCADA), controladores lógicos programáveis (CLP), sistemas de controle distribuído (DCS) e sistemas de automação em lote (BAS). Os fluxos de informações entre o MES e esses sistemas de controle de processo são aproximadamente semelhantes:
- Para PLCs: instruções de trabalho, receitas, pontos de ajuste
- De PLCs: valores de processo, alarmes, pontos de ajuste ajustados, resultados de produção

A maioria dos sistemas MES inclui conectividade como parte de sua oferta de produtos. A comunicação direta dos dados dos equipamentos de chão de fábrica é estabelecida conectando-se ao PLC. Muitas vezes, os dados do chão de fábrica são coletados e diagnosticados primeiro para controle em tempo real em um sistema DCS ou SCADA. Nesse caso, o MES se conecta a esses sistemas de Nível 2 para trocar dados de chão de fábrica.
Até recentemente, o padrão da indústria para conectividade de chão de fábrica era OLE for Process Control (OPC), mas agora está migrando para OPC Unified Architecture (OPC-UA); significando que sistemas compatíveis com OPC-UA não necessariamente rodarão apenas em ambiente Microsoft Windows, mas também poderão rodar em Linux ou outros sistemas embarcados, diminuindo o custo dos sistemas SCADA, tornando-os mais abertos e com segurança robusta.